# Joseph Lyle Taylor
Joseph Lyle Taylor (* 20. září 1964, Vidor, USA) je americký herec.

## Kariéra
Před kamerou se poprvé objevil v roce 1996, a to konkrétně ve filmu Sex po telefonu. Následně se objevoval ve spíše menších rolích, ať už v seriálech, či filmech.
V roce 1998 si zahrál ve filmu Nejlepší hráč s Denzelem Washingtonem v hlavní roli. O rok později se objevil ve filmu Krvavé léto v New Yorku, kde hlavní role obsadili John Leguizamo, Mira Sorvino či Adrien Brody. V roce 2003 si zahrál ve filmu Woodyho Allena s názvem Cokoliv, kde si sám režisér střihnul hlavní roli, a objevili se zde i Jason Biggs či Christina Ricci.
Čeští diváci si jej mohou pamatovat i z epizody seriálu Dr. House, kde si zahrál homosexuálního mafiána.

## Ocenění
V roce 2005 získal Jury Award za svou roli ve filmu The Breakup Artist.

## Osobní život
Byl ženatý s herečkou Paulou Devicq, se kterou se seznámil při natáčení seriálu 100 Centre Street.

## Filmografie

### Filmy
- 1996 - Sex po telefonu
- 1998 - Nejlepší hráč
- 1999 - Krvavé léto v New Yorku
- 2000 - Brooklyn Sonnet, Kandidáti, Bamboozled, Ďábel přichází
- 2002 - Washington Heights
- 2003 - Cokoliv
- 2004 - The Breakup Artist
- 2005 - Scared Slim, Solidarity.
- 2006 - Pád nebes
- 2009 - For a Fistful of Diamonds, La soga

### Seriály
- 1999 - 2003 - Třetí hlídka
- 2000 - Znovu na světě
- 2001 - 2002 - 100 Centre Street
- 2003 - Line of Fire
- 2004 - Kriminálka Miami, Zákon a Pořádek
- 2005 - Dr. House, Chirurgové
- 2006 - Kriminálka Las Vegas, Dexter
- 2006 - 2007 - Zločiny ze sousedství
- 2007 - Studio 60, Na doživotí, Vražedná čísla
- 2010 - Anatomie Lži